# Заборье (Бабушкинский район)
Заборье — деревня в Бабушкинском районе Вологодской области.
Входит в состав Подболотное сельское поселение, с точки зрения административно-территориального деления — в Подболотный сельсовет.
Расстояние по автодороге до районного центра села имени Бабушкина составляет 107 км, до центра муниципального образования Кокшарки — 2 км. Ближайшие населённые пункты — Городищево, Дудкино, Ляменьга, Кокшарка, Скоково, Бучиха.
Население по данным переписи 2002 года — 102 человека (54 мужчины, 48 женщин). Всё население — русские.